# SOR BN 10,5
SOR BN 10,5 – autobus niskowejściowy klasy MIDI, produkowany przez czeską firmę SOR w Libchavy. 
Pojawił się na rynku w 2004 roku. Jest to jeden z najlepiej sprzedających się pojazdów w Czechach. Ma troje drzwi o układzie 1-2-1. Niska podłoga jest dostępna w pierwszych i drugich drzwiach.

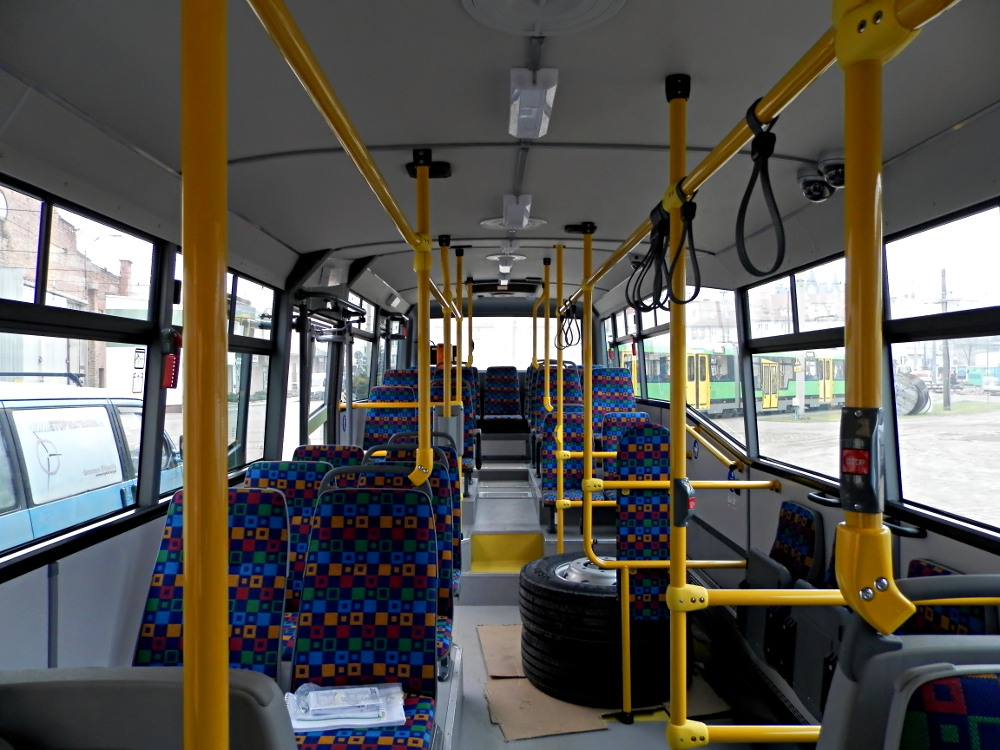
Wnętrze autobusu SOR